# 孫康周
孫康周（？—1644年），字晉侯，山東青州府安丘縣人，明朝政治人物。諡烈愍。

## 生平
天啟元年（1621年）辛酉科山東鄉試舉人。崇禎七年（1634年）任遵化縣知縣，升戶部主事，累官至太原府知府。
崇禎十七年（1644年），李自成進攻太原。孫康周隨巡撫蔡懋德、布政使趙建極、副使毛文炳、藺剛中、僉事畢拱辰等協力守城。城破後仍然堅持巷戰，力竭被俘，大罵李自成為賊而死。一說巷戰陣亡。